# Campionato europeo maschile under 20 di pallavolo 1982
Il campionato europeo juniores di pallavolo maschile 1982 si è svolto dal 20 al 27 agosto 1982 a Immenstadt im Allgäu, Sonthofen, Passavia, Augusta, Karlsfeld, Ottobrunn e Monaco di Baviera, in Germania Ovest. Al torneo hanno partecipato 12 squadre nazionali europee e la vittoria finale è andata per l'ottava volta consecutiva all'Unione Sovietica.

## Regolamento
Le dodici sono state divise in tre gironi: al termine della prima fase, le prime due classificate di ogni girone hanno acceduto al girone per il primo posto, conservando il risultato dello scontro diretto, mentre le ultime due classificate hanno acceduto al girone per il settimo posto, conservando il risultato dello scontro diretto.

## Gironi
| Girone A                                          | Girone B                        | Girone C                                  |
| ------------------------------------------------- | ------------------------------- | ----------------------------------------- |
| Cecoslovacchia Finlandia Francia Unione Sovietica | Belgio Bulgaria Italia Ungheria | Germania Est Germania Ovest Spagna Svezia |

## Classifica finale
| Classifica | Squadre          |
| ---------- | ---------------- |
|            | Unione Sovietica |
|            | Germania Ovest   |
|            | Germania Est     |
| 4          | Bulgaria         |
| 5          | Italia           |
| 6          | Cecoslovacchia   |
| 7          | Svezia           |
| 8          | Finlandia        |
| 9          | Spagna           |
| 10         | Francia          |
| 11         | Ungheria         |
| 12         | Belgio           |